# @

Одна из теорий эволюции начертания знака @

@ (коммерческое at или коммерческое «эт», неофициально — собака) — типографский символ в виде строчной буквы a в незамкнутом круге, первоначально использовавшийся в платёжных документах на месте английского слова at и французского à в значении «по [цене]» (также англ. at the rate of — «по [цене]», each at — «каждый/каждая [единица товара] по [цене]»).
Официальное название знака в соответствии со стандартами ИСО, МСЭ и Юникод — коммерческое at ([æt]; англ. commercial at), такое же название («коммерческое „эт“») закреплено в российских ГОСТах. Кроме того, ранее использовалось название «коммерческий знак 'at'».
В феврале 2004 года МСЭ-R ввёл в азбуку Морзе код ▄▄▄▄▄▄▄▄▄▄▄▄▄▄▄▄▄▄▄▄ для знака @ для удобства передачи адресов электронной почты. Код совмещает латинские буквы A и C и отражает их совместное графическое написание в виде лигатуры.
Код знака @ в Юникоде — U+0040 (0x40).

## Применение
- Символ используется в сетевых службах для отделения имени пользователя (учётной записи) от названия домена. Наиболее заметная, но не единственная область применения — адреса электронной почты, например в адресе somebody@example.com somebody — имя пользователя, example.com — доменное имя. Причиной тому является второе значение предлога англ. at — указание на местоположение, то есть somebody@example.com следует читать как «somebody на example.com». Впервые использовать этот символ предложил программист Рэй Томлинсон в ноябре 1971 года, отправляя первое в мире подобное электронное письмо (сама электронная почта существовала и до Томлинсона, но он первый предложил использовать «@» для разделения имени и домена).
- Существуют и другие службы, использующие этот символ с тем же значением:
  - HTTP — http://login:password@www.example.org;
  - FTP — ftp://login:password@ftp.example.org;
  - Jabber — somebody@example.org;
  - LDAP — somebody@example.org;
  - и т. д.
- В IRC ставится перед именем оператора канала, например, @op.
- В языках программирования и формальных языках:
  - Ассемблер MCS-51 — префикс косвенной адресации;
  - C# — экранирование всех символов в строке, экранирование идентификатора при совпадении идентификатора с ключевым словом;
  - Pascal, PureBasic — операция взятия адреса;
  - Java — объявление аннотации;
  - CSS — использование at-правил (подключение файлов, медиазапросы и пр.)
  - CoffeeScript — алиас для оператора this
  - VB6 — суффикс в имени переменной указывает на тип Currency;
  - VB.NET — суффикс в имени переменной указывает на тип Decimal;
  - Python — объявление декоратора;
  - Ruby — идентификатор поля экземпляра класса;
  - Rust — оператор связывания имени со значением при сопоставлении с образцом;
  - Perl — идентификатор массива;
  - PHP — используется для подавления вывода ошибки или предупреждения, произошедших во время выполнения;
  - FoxPro — целый комплекс операторов для диалога программы с пользователем. @ x, y SAY "текст" — вывод на экран в строке x, начиная со столбца y текста «текст»; @ x, y GET <переменная> — поле для ввода данных в переменную (затем следует применить команду READ). Может использоваться как в текстовом режиме (DOS), так и в графическом (Windows), в последнем случае координаты отсчитываются не от края экрана, а от верхнего левого угла окна. Ввод и вывод могут форматироваться подкомандами PICTURE или FUNCTION. @ 10,15 SAY x PICTURE '9999.99$' выведет в 15-й колонке 10-й строки «1500,10 р.» при значении х=1500,1. Можно создать меню при помощи оператора @ x, y PROMPT "текст" для каждого пункта и последующей команды MENU TO.
  - XPath — сокращение для оси attribute::, выбирающей множество атрибутов текущего элемента.
  - Transact-SQL — имена локальных переменных должны начинаться с символа @, имена глобальных переменных с двух символов @;
  - Пакетные файлы DOS — подавляет эхоповтор исполняемой команды на экране (как если бы она набиралась в командной строке). Действие аналогично режиму echo off и, как правило, этот символ применяется перед командой echo off для предотвращения вывода на экран самой этой команды (@echo off).
- В Twitter перед именем пользователя используется для упоминания или ответа другим пользователям[8]. Аналогично используется в других соцсетях (например, Instagram) и мессенджерах (например, Telegram). Также используется как обозначение имени пользователя, противопоставляясь хештегам.
- Международная студенческая организация AIESEC неформально использует @ как символ этой организации во внутренней переписке.
- В испанском, итальянском и других романских языках используется в неформальной переписке по электронной почте вместо буквы «o», чтобы сделать существительное нейтральным по полу. Например, amig@s используется вместо amigos (друзья) и amigas (подруги). (Официальные грамматические правила в таких случаях требуют писать amigos);
- В малагасийском написание @ является аббревиатурой для amin’ny;
- Может использоваться вместо символа шва, когда его написание «ə» невозможно по технической причине (например, в системах Киршенбаума и X-SAMPA);
- В Европе существует дорожный знак с этим символом. Он означает место публичного доступа к Интернету.
- В roguelike-играх знак @ используется для обозначения текущего положения игрока.
- В химии — для написания формул эндоэдральных фуллеренов, например Ni@C82.

## История

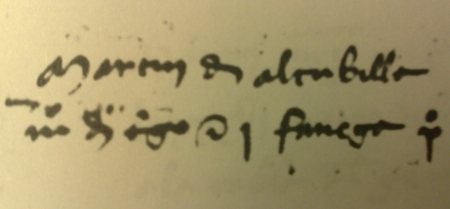
Trigo@1 — «пшеницы 1 арроба». Рукопись 1448 года

Происхождение этого символа неизвестно. Традиционная гипотеза — средневековое сокращение латинского предлога ad (означает «к», «на», «до», «у», «при»).
В 2000 году Джорджо Стабиле, профессор Сапиенцы, выдвинул другую гипотезу. В письме, написанном флорентийским купцом в 1536 году, упоминалась цена одной «A» вина, причём буква «A» была украшена завитком и выглядела как @; согласно Стабиле, это было сокращённое обозначение единицы измерения объёма — стандартной амфоры.
В испанском, португальском, французском языках символ @ традиционно означает арробу — старинную испанскую меру веса, равную 11,502 кг (в Арагоне 12,5 кг); само слово происходит от арабского «ар-руб», что означает «четверть» (четверть ста фунтов). В 2009 году испанский историк Хорхе Романсе обнаружил сокращение арробы символом @ в арагонской рукописи Taula de Ariza, написанной в 1448 году, почти за век до флорентийского письма, изученного Стабиле.

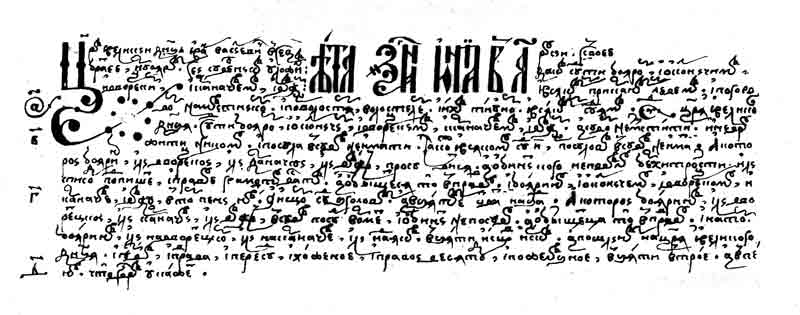
Заглавный лист Судебника Ивана IV (1550) с похожей на @ буквоцифрой «аз—один» (верхний символ в левом столбце)

Похожие на @ знаки встречаются в русских книгах XVI—XVII веков — в частности, на заглавном листе Судебника Ивана Грозного (1550). Обычно это украшенная завитком буква «аз», обозначающая в кириллической системе счисления единицу, в случае с Судебником — первый пункт.
Название «коммерческое at» берёт своё происхождение из английских счето́в, например, 7 widgets @ $2 each = $14, что переводится как «7 изделий по 2 $ каждое = 14 $» (англ. at = «по»). Поскольку этот символ применялся в бизнесе, он был размещён на клавиатурах пишущих машинок и оттуда перекочевал в компьютер.

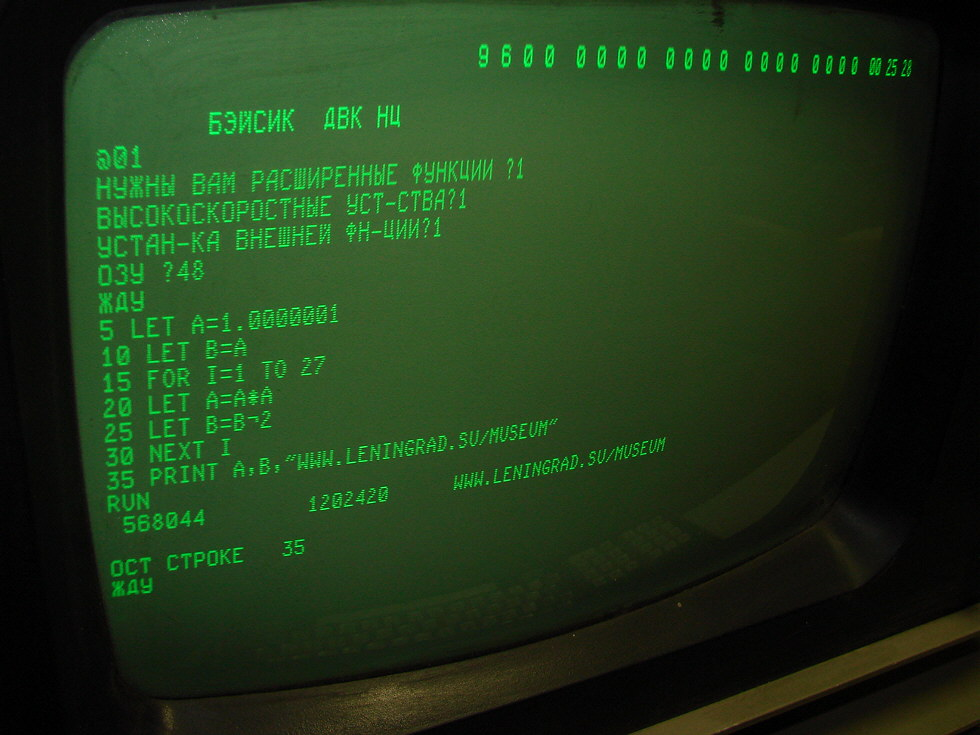
Экран монитора компьютера ДВК

В СССР этот знак не применялся до появления персональных компьютеров.
Одна из версий происхождения названия «собака»: на выпускавшихся в 1980-е годы алфавитно-цифровых мониторах персональных компьютеров серии ДВК (так называемых «фрязинских дисплеях») «хвостик» этого символа был очень коротким, что придавало ему сходство со схематически нарисованной собачкой. Символ @ отображался при каждом включении компьютера ДВК, после чего пользователю необходимо было выбрать начальный загрузчик.
По другой версии происхождение названия «собака» связано с компьютерной игрой Adventure, в которой игрока сопровождал пёс, которого можно было посылать с разведывательными миссиями и который обозначался символом @. Также данный символ первые советские пользователи компьютерных сетей могли видеть на эмблеме Фидонета, который изображает собаку, где знак @ располагается в центре морды и выполняет роль носа.
В среде пользователей и поклонников компьютеров серии ZX Spectrum ходило название «обезьяна». Некоторые модели были оснащены «волшебной» кнопкой, с помощью которой можно было сделать образ программы для использования на дисковых накопителях (адаптировать её с ленты на дискету). Значком на этой кнопке был знак @. Поскольку такой подход чаще всего портил программу, эту кнопку называли «обезьяньей» или просто «обезьяной». Названию «обезьяна» способствовало и то, что «хвостик» этого символа был очень коротким (см. выше) и ассоциировался с хвостом обезьяны.

## Названия знака @ на разных языках
- На белорусском — слімак — «улитка».
- На болгарском — маймунско а — «обезьянье А» или кльомба — «цветочный горшок».
- На венгерском — kukac — «червячок».
- На греческом — Παπάκι (папа́ки) — «уточка».
- На датском — snabel-a (сна́бл-а) — «а с хоботом».
- На иврите — שטרודל — «штрудель» или כרוכית (крухит) — «рулет» (название дано Академией языка иврит и для рулета, и для символа @)[14].
- На испанском и португальском — как и мера веса, arroba (арро́ба)[15][16].
- На итальянском — chiocciola (къётчола) — «улитка»[17].
- На казахском — айқұлақ[18] — «ухо луны».
- На киргизском — маймылча — «обезьянка».
- На немецком — Klammeraffe (кламмераффе) — «обезьяна».
- На норвежском — krøllalfa (крёл(ь)-альфа) — «кудрявая альфа» или alfakrøll (альфа-крёл(ь)) — «альфа-завиток»[19].
- На польском — małpa (маупа) — «обезьяна».
- На русском — собака или собачка.
- На татарском — эт — «собака».
- На турецком — et (эт) — «мясо».
- На узбекском — кучукча — «щенок».
- На украинском — равлик — «улитка» или песик — «пёсик»[20].
- На французском — arobase (ароба́з) — производное от названия меры веса arrobe (аро́б), которое также встречается в качестве именования символа @[21]. Также может называться a commercial (а комерсья́ль) — «коммерческое а»[22].
- На чешском и словацком — zavináč (завина́ч) — «рольмопс».